# Blueserszene
Die Blueserszene [ˈbluːsɐˌseːnə] bzw. Kundenszene, selten auch Post-Hippies, war eine DDR-spezifische Jugendkultur bzw. eine Gegenströmung zur „offiziellen“ Jugendkultur in der DDR. Ihre Anhänger bezeichneten sich selbst als Blueser, Kunden oder Tramper.
Zum Ende der 1970er Jahre erreichte die subkulturelle Jugendkultur ihren Höhepunkt und bildete als signifikante Bewegung eine Gegenkultur zum vorgezeichneten DDR-Alltag. Innerhalb der Szene wurde nicht ausschließlich Blues gehört und gespielt.
Ihr Leitsatz waren die Ideale aus der westlichen Hippie-Bewegung wie Freiheit, Authentizität und Nonkonformismus. Sie zeichnete sich durch gemeinsame Verhaltensmuster und musikalische Vorlieben sowie „ihr“ spezielles Outfit aus, das ein Wir-Gefühl erzeugte. Die überwiegende Mehrzahl der Blueser nahm eine betont antimilitaristische Geisteshaltung ein, viele engagierten sich in der Friedensbewegung in der DDR. Von den Behörden, der Polizei oder dem Ministerium für Staatssicherheit wurde häufig eine Oppositionshaltung gegenüber dem Staat seitens der Jugendlichen eruiert, so dass sie unverhältnismäßig oft kontrolliert, teilweise kriminalisiert (z. B. PM 12) und gelegentlich sogar zu Haftstrafen verurteilt wurden.
Die Blueser- oder Kundenszene war die langlebigste und zugleich lebendigste Jugendkultur in der DDR.

## Begriffe
Der Begriff Blueser ist ein unscharfer Sammelbegriff und beschreibt phänotypische Gemeinsamkeiten wie Kleidungsstil und bestimme Formen von Verhalten (Trampen, Blueskonzerte besuchen). Dabei pflegten die mit diesem Begriff beschriebenen Personen unterschiedliche Haltungen und Lebensweisen. Eine Quelle für die Begriffsbildung von Blueserszene sind neben der Präferenz des Musikgenres Blues(rock) die Blues-Messen, stark frequentierte Blueskonzerte in kirchlichen Räumen zwischen 1979 und 1988.
Der Begriff Kunde bezeichnet hier nicht den heute bekannten Geschäftskunden, sondern bezieht sich auf die seit dem frühen 19. Jahrhundert belegte rotwelsche Bezeichnung Kunde für wandernde Handwerksburschen, Bettler, Landstreicher als positives Synonym für «unterwegs sein», inspiriert nicht zuletzt durch den 1978 auch in der DDR erschienenen Roman Unterwegs von Jack Kerouac. Identitätsbildend wurde zugleich untereinander der Soziolekt Typ (ebenfalls aus der Gaunersprache) gebraucht.
Der Begriff Käthe war eine szeneinterne Bezeichnung für Blueserinnen.
Der Begriff Post-Hippie(s) war ebenfalls eine Eigenbezeichnung von Personen in der Szene.
Die Bezeichnung Gammler hingegen wurde ausschließlich außerhalb der Szene benutzt, insbesondere durch die Staatsmacht.

## Geschichte
In den 1960er Jahren erlangte der Blues in der DDR zunehmend offiziell Anerkennung. Neben traditionellen Jazzliebhabern begannen sich auch rockbegeisterte Jugendliche für den Blues zu interessieren. Ihre Idole waren u. a. die Rolling Stones oder die Animals, Jimi Hendrix, Cream, Janis Joplin und The Doors. Über deren live gespielte Coverversionen gelangte die erste „Bluesergeneration“ zu den Wurzeln des Blues. Ihren Höhepunkt erreichte die Blueser- oder Kundenszene zum Ende der 1970er Jahre. Insbesondere die am Rock orientierten Vertreter wie John Mayall, Rory Gallagher, Canned Heat, Lynyrd Skynyrd oder ZZ Top fanden Anklang in der Szene. In der Identifikation mit dem Blues verkörperte sich die Aneignung von Werten wie Echtheit und Ursprünglichkeit. Analogien zum DDR-Alltag leitete man aus dem Freiheitskampf der Afroamerikaner ab und äußerte sich in der Suche nach Überlebensstrategien und Nischen innerhalb der DDR-Gesellschaft. Mitte der 1980er-Jahre ging die Bewegung der aufmüpfigen Blueser zurück, weil weitere mehr oder weniger oppositionelle Subkulturen wie Punks, Gruftis, Heavy-Metal-Fans zusätzlich entstanden, existierte aber parallel dazu weiter bis über das Ende der DDR hinaus.
Angehörige der Szene wurden, vor allem in den ersten Jahren nach ihrer Herausbildung, von den Behörden, der Polizei oder dem Ministerium für Staatssicherheit häufig unverhältnismäßig oft kontrolliert, teilweise kriminalisiert und gelegentlich sogar zu Haftstrafen verurteilt.

## Erscheinungsbild

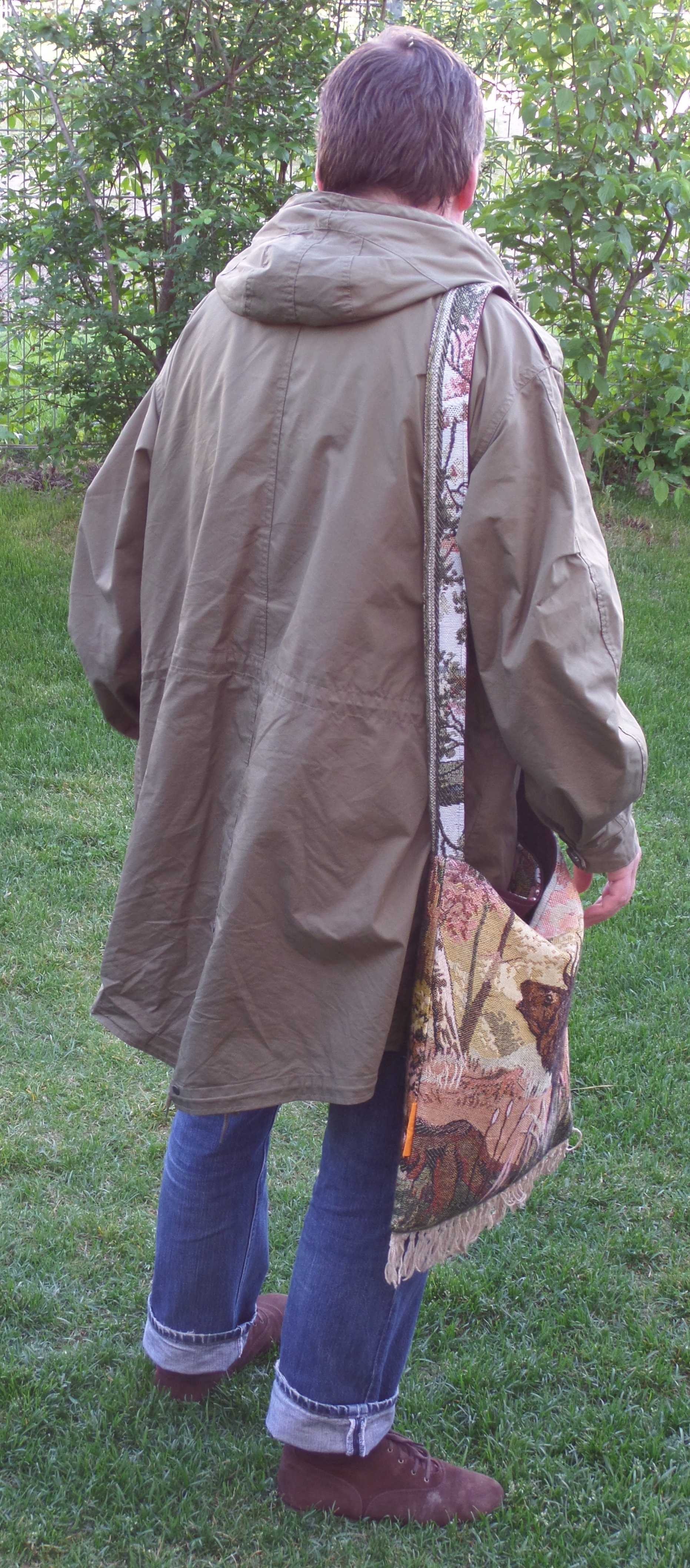
Parka, Hirschbeutel, Levi’s, Klettis

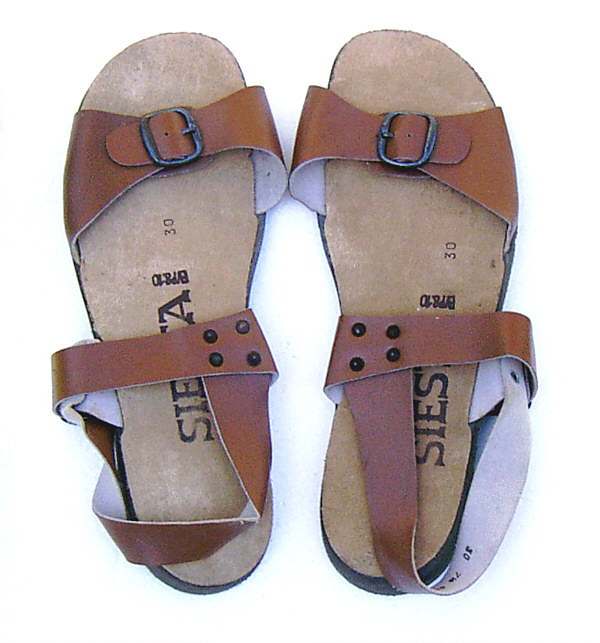
Römersandalen/Jesuslatschen

1979 zeichnete die Berliner Band Monokel in ihrem Song Bye, Bye Lübben City ein treffendes Selbstporträt der Szene. „Blueser“ waren eine Mischung aus Bluesfan, Beatkunde, Rockfan und Blumenkind.
Die Stasi charakterisierte in ihrem Identifikationsschlüssel in teilweise schwer diskriminierender Weise Tramper als Menschen, die schmutzige, ungepflegte Kleidung und Schuhe trügen, ungenügend Körperpflege betreiben würden, Schlafdecken und Landkarten dabei hätten und draußen im öffentlichen Raum wie z. B. auf Bahnhöfen und in Kulturparks übernachteten. Sie wurden als provozierend gegenüber Sicherheitskräften und staatstreuen Jugendlichen dargestellt, mit politischem Desinteresse und gewisser Oppositionshaltung gegenüber dem Staat. Damit wurde ihnen die „Verherrlichung asozialer Lebensgewohnheiten“ vorgeworfen. Gleichzeitig beobachtete die Stasi, dass die Kontaktaufnahme von Trampern zu Gleichgesinnten und Sympathisanten schnell klappte.
Der Szene gehörten mehrheitlich junge Facharbeiter, aber auch Oberschüler und Studenten an. Der gemeinsame Nenner bestand in der Ablehnung staatlich verordneter Kulturmuster und in dem Drang zur Flucht aus der Enge und Beschränktheit des DDR-Alltages.
Äußerliche Merkmale waren lange Haare, häufig mit Mittelscheitel, die Männer trugen gern Vollbart. Die „Bekleidungsstandards“ wirken nachträglich uniform, beinhalten aber auch eine gewisse Bandbreite kreativer Modifikationen und Dekontextualisierungen tradierter Kleidung, die Ausdruck der Individualität der Träger war und sich auch daran orientieren musste, was der Träger erhalten konnte: Jeanshose und -jacke, Parka, langer wallender Rock oder Kleid, gebatikte T-Shirts, gefärbte historische Unterkleider, Nachthemden und Latzhosen, Fleischerhemd, Jesuslatschen oder Tramperschuhe machten das spezielle Outfit aus. Charakteristische Accessoires sind der oft selbst genähte Hirschbeutel, häufig mit dem Motiv des röhrenden Hirsches, und bei Bedarf die Nickelbrille. Diese selbstgewählten Äußerlichkeiten waren stark identitätsstiftend und damit Erkennungszeichen. Sie symbolisierten Freiheit, Unangepasstheit, Individualität (trotz relativer Uniformierung) und symbolisierten den Gegenentwurf zum sozialistischen Menschenbild, das geprägt war von kleinbürgerlichen Werten wie Sauberkeit, Fleiß, Patriotismus und Unterordnung unter das sozialistische Kollektiv.
Von diesem Erscheinungsbild, besonders von langen Haaren bei Männern und westlichen Jeans fühlten sich häufig angepasstere Personen und die Polizei provoziert.

### Studentenkutte
Das wohl wichtigste Markenzeichen war der grüne Shell-Parka (auch Studentenkutte oder Shelli), der im Original aus den USA stammte und gleichzeitig als Bekleidung und Schlafsack diente. Als Ersatz mussten oftmals Drillichjacken der FDJ aus den 1950er Jahren oder nicht mehr aktuelle Uniformjacken von NVA und der GST dienen, die ähnlich aussahen. Etabliert hatten sich auch alte, dunkle Ledermäntel und später Lodenmäntel, die nur noch gebraucht zu kaufen waren.

### Jeans
Als Nonplusultra galten Bluejeans, vor allem echte aus den USA. Dazu häufig die passende Jeansjacke. Ein Schlüssel zur beliebtesten Bluejeans-Marke Levi’s ist u. a. in dem 1972 erschienenen Roman von Ulrich Plenzdorf Die neuen Leiden des jungen W. zu sehen, in dem, neben dem Fehlen von Entfaltungsmöglichkeiten parallel zur Erziehung einer sozialistischen Persönlichkeit in der DDR und der Flucht aus der kleinbürgerlichen Enge, ausführlich und genau zu „dieser Jeans“ gesprochen wurde. Dieser Roman war sofort – zunächst durch Mundpropaganda – unter den Jugendlichen Kult, mit der Folge, dass er selbst im Kinderferienlager gelesen wurde und die kommende Blueser-Generation nachhaltig beeinflusste. Neben diesem Buch wurde auch der 1975 erschienene Jugendroman von Joachim Walther Ich bin nun mal kein Yogi (später 1980 als „Light-Version“ verfilmt unter Und nächstes Jahr am Balaton) zu einem Dokument der unangepassten Jugendlichen und deren spezieller Sprachkultur.
Bluejeans waren in der DDR kostbar, weil sie nur über Umwege aus Westeuropa zu bekommen waren. Wer z. B. eine Levi’s besaß, trug sie daher auch noch, wenn sie bereits zerschlissen war. Daraus entstand eine – neue – identifikationsstiftende Komponente: Die Flickenjeans. Die Jugendlichen nähten und arrangierten sich die passenden, häufig kleinteiligen Flicken möglichst ästhetisch, in verschiedenen Blautönen abgestimmt, auf „ihre“ Bluejeans. Um den schweren Baumwollstoff zu bewältigen, wurden alte Singer-Nähmaschinen plötzlich sehr gefragt. Manche Bluejeans bestanden fast nur noch aus Flicken. Wichtig war die persönliche Individualität, die die Blueser mit ihrem Beinkleid nach außen dokumentierten.

### Tramper (Schuhe)
An den Füßen trugen Blueser braune knöchelhohe, aber leichte Bergkletterschuhe aus Wildleder, die Tramper oder Klettis genannt wurden. Getragen wurden auch die Arbeitsschuhe oder Wanderschuhe. Im Sommer waren die sogenannten Jesuslatschen oder „Römersandalen“ obligatorisch.

### Accessoires
Als ständiger Begleiter galt ein möglichst historischer Brotbeutel oder auch Tornister. Der Hirschbeutel, eine aus einem alten Wandteppich mit Hirschmotiv oder ähnlichem selbstgenähte Umhängetasche, setzte sich erst in den 1980er-Jahren als unverwechselbares Attribut durch.

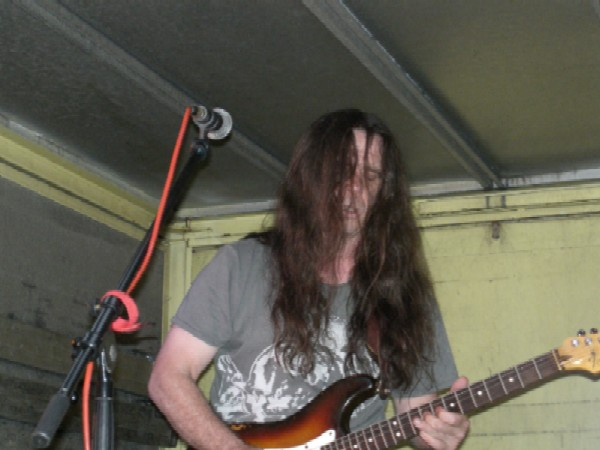
Michael Linke von Monokel, 2008

## Musikrezeption, Begegnungsräume und Freizeitkultur
Musikalisch orientierten sich Blueser am Folk, Blues, Southern Rock und Bluesrock.
Als Motor der Szene fungierten einheimische Bands wie Engerling, Freygang, Die Firma, Monokel, Hof-Blues-Band, Passat, Jonathan Blues Band, Hansi Biebl, Mama Basuto, Kerth, Blues vital, Pasch, ergo, Keimzeit und Stefan Diestelmann.

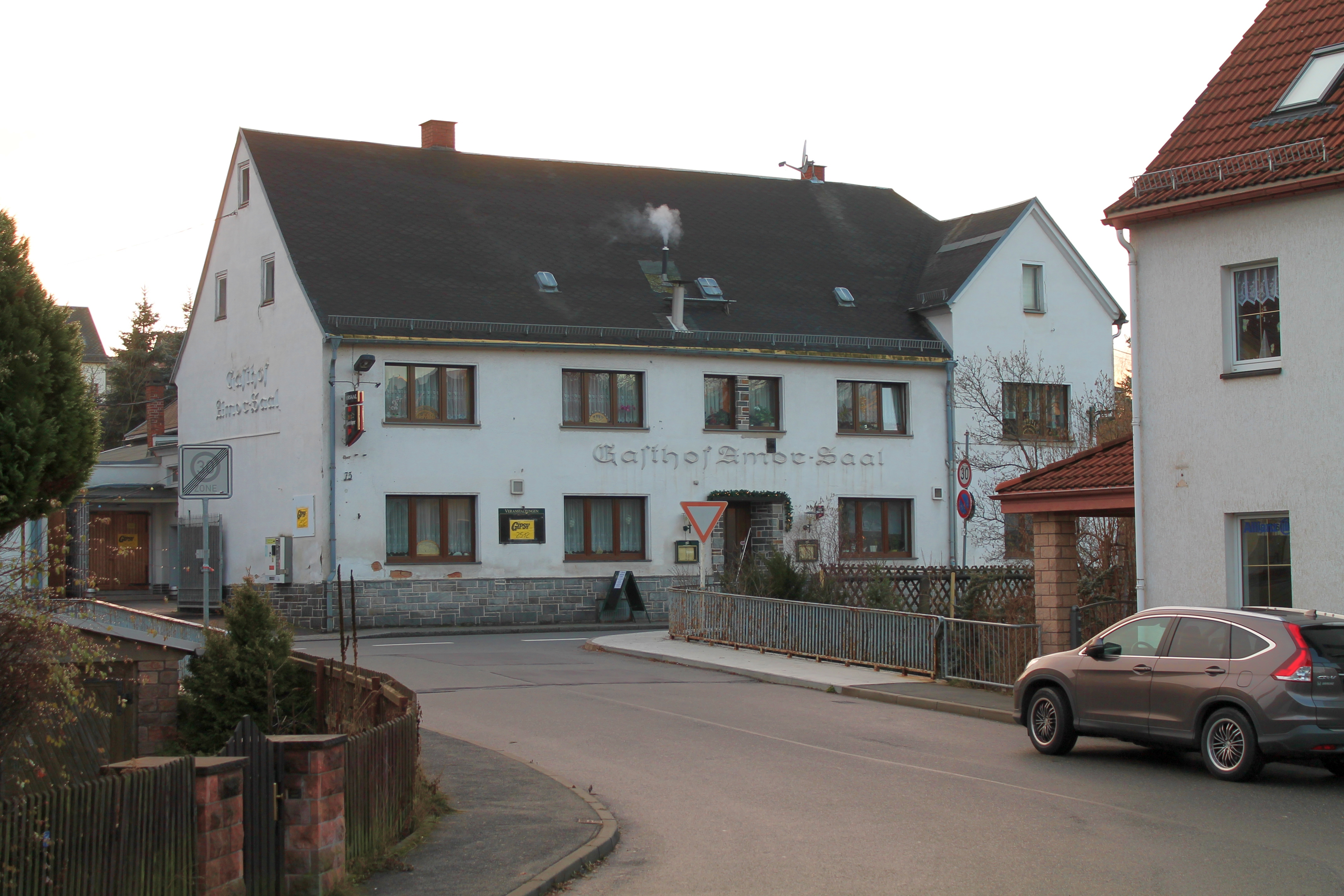
Der Amorsaal

### Orte
An den Wochenenden waren Blueser häufig unterwegs, reisten per Bahn oder trampten den Bands hinterher und lebten ihre Auffassung von Freiheit und Moral.
Vornehmlich in Dorfkneipen in den südlichen DDR-Bezirken oder am Rande der großen Städte vermittelten Bands Blues-Seligkeit. Beliebte Konzertorte waren teils privat bewirtschaftete alte Dorfsäle wie z. B. das Waldschlösschen Röderau bei Riesa, der Gasthof zum Löwen in Ebersbrunn (bei Zwickau), Kuhstall in Tanna (OT von Starkenberg), der Amorsaal in Mülsen/St. Niclas, der Grüne Baum in Glauchau, Schlettwein bei Pößneck, Lüttewitz, Medewitz, Leipzig-Gaschwitz, Ruhland, Schöneiche bei Berlin und Doberlug-Kirchhain oder Open Airs wie das Open Air Altdöbern (bei Cottbus), Steinbrücken Open Air u. a.
Im Schatten der offiziellen Kulturpolitik und des Mainstreams „besetzten“ Blueser auch „sozialistische Volksfeste“, wie den Republikgeburtstag, Pressefeste, Stadtfeste, den Weimarer Zwiebelmarkt, das Schleizer Dreieckrennen oder den Wasunger Karneval und gerieten somit ins Visier der Staatsmacht.
Blueser und Blueserinnen trampten auch ins sozialistische Ausland in die Tschechoslowakei, nach Ungarn, Rumänien und Bulgarien. Ein wichtiger Treffpunkt in der Tschechoslowakei war Gustav Ginzels Misthaus im Isergebirge und das U Fleků in Prag.
Noch heute wird diese Kultur bei diversen Festivals in Refugien gepflegt, wie z. B. in der Kunden-Blues-Nacht in der Berliner WABE und im Wotufa Saal in Neustadt/Orla oder dem Bluesfasching im thüringischen Apolda mit Ausstellungen und Lesungen, dem Kuhstall in Tanna u. a. wie z. B. Blues in Reitwein im Oderbruch.

### Geschlechterverhältnis
Die Blueser- oder Kundenszene war von strukturellem Machismo geprägt und männlich dominiert, obwohl zahlenmäßig viele Frauen dabei waren.
Nur sehr wenige von ihnen standen im Fokus der Szene, weil sie z. B. als Musikerinnen in Bands aktiv waren. Beispiele sind Viola Woigk, Keyboarderin der Thüringer Band Pasch, die Sängerin Angelika Weiz, die Sängerin Uschi Brüning oder Tatjana Besson, die Bassistin und Sängerin der Band Die Firma.
Antje Pfeffer beschreibt die Szenegängerinnen als selbstbewusste und schlagfertige Frauen:

„Die haben sich da durchaus zu behaupten gewusst, und die Typen haben das eigentlich auch geachtet und akzeptiert. Also es gab da keine – jedenfalls habe ich das nicht erlebt – so „Weibchen“, sage ich jetzt mal, die so ein bisschen teenymäßig und mädchenhaft waren. Es waren eigentlich eher so robustere Typen, die in dieser Szene waren als Frauen und die da durchaus mitgesoffen haben und mitgetanzt und mitgezogen sind und sich da auch nicht die Butter vom Brot nehmen ließen. Die haben da echt ihr Ding auch genauso gemacht wie die Kerle.“

„Frauen wurden sorgsam behandelt.“

### Rauschmittel
Starker Alkoholkonsum kam an den Wochenenden häufig vor. Insoweit wichen Blueser kaum von der allgemeinen, zeit- und landestypischen Feierkultur ab. Andere Drogen waren aus Vogelfuttersamen selbst gezüchteter Hanf, psychoaktive Mischungen von Psychopharmaka wie Faustan mit Schnaps und/oder Cola, oder LSD, das über Polen in die DDR kam. Beliebt in der Szene waren auch filterlose Zigaretten der Marke Karo.

### Wohnformen
Analog zu den Hippies im Westen experimentierten einige Blueserinnen und Blueser mit alternativen Wohn- und Lebensformen. In Berlin (Prenzlauer Berg), Dresden (Neustadt), Halle (Kellnerstraße), Leipzig, Erfurt, Jena und anderen Orten entstanden Kommunen. Leerstehende Wohnungen in zum Abriss vorgesehenen Gebäuden wurden still besetzt. Die Illegalität dieser Wohnform wurde legalisiert, indem in Eigenregie pünktlich eine selbstgewählte Miete an die Kommunale Wohnungsverwaltung gezahlt wurde. Manchmal gelangten Kommunardinnen durch Verwandte an offizielle Mietverhältnisse. So konnte Franziska Groszer zusammen mit Gert Großer, den Brüdern Frank und Florian Havemann, Thomas Brasch u. a. über einen Wohnungstausch mit ihrer Mutter im Jahr 1969 die „Kommune 1 Ost“ gründen, die bis 1973 bestand.
In Gera existierte eine Kommune, in der jegliches Eigentum Gemeinschaftseigentum war.
In Hartroda in Thüringen gründeten 1978 Behinderte und Nichtbehinderte eine Kommune in einem verlassenen Pfarrhof. Finanziert wurde die gemeinschaftliche Lebensform von den Renten und Pflegegeldern der Behinderten. Die Nichtbehinderten versorgten im Gegenzug die Behinderten. Einige Personen stellten Postkarten und Linoleumdrucke her, andere gingen Berufen wie z. B. Totengräber nach. Nahrungsmittel wurden teilweise in Subsistenzwirtschaft angebaut. Die Kommune war gleichzeitig der Versuch einer Alternative zur „Verwahrung“ behinderter Menschen in Alterspflegeheimen. Nichtbehinderte Menschen konnten sich durch die Kommune regulären DDR-Arbeitsverhältnissen entziehen, ohne der Gefahr ausgesetzt zu sein, wegen des sogenannten „Asozialenparagrafen“ (§ 249 StGB) verfolgt zu werden.
Einmal im Jahr veranstaltete die Kommune ein Festival. Ursprünglich christlich intendiert entwickelte sich allerdings mit der Zeit bei den Beteiligten wie z. B. bei Matthias Vernaldi eine anarchistische Haltung. Vernaldi durfte als Schwerstbehinderter in die BRD reisen und konnte so Cannabis, Bücher und Antifaflyer in die DDR schmuggeln.

## Politische Aktivitäten

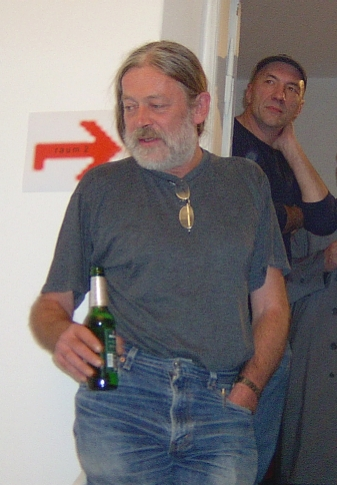
Der Fotograf Harald Hauswald

Die Szene organisierte sich informell, sodass Blueser ein schwer abgrenzbarer Begriff ist und kein durchgehend homogener Wertekanon der beteiligten Personen auszumachen ist. Das bedeutete auch, dass verschiedene Personen ein unterschiedliches Verständnis von politischem Engagement und damit ein unterschiedliches Maß an Politizität aufwiesen.
Die damals stark devianten und szeneintern identitätsstiftenden Äußerlichkeiten erregten Aufmerksamkeit bei der von kleinbürgerlichen Werten geprägten Mehrheitsgesellschaft bis hin zu Abscheu und Aggressionen. Unter den darauf folgenden Diskriminierungen, starker sozialer Kontrolle, Überwachung durch die Stasi und teilweise Verfolgung den eigenen Lebensstil zu behaupten und beizubehalten, war unter den gegebenen Umständen politisch.
Aber nur ein Teil der Szene war politisch aktiv im Sinn sozialer Bewegungen. Auch wenn die überwiegende Mehrzahl der Blueser eine betont antimilitaristische Geisteshaltung einnahm, verweigerten nicht zwangsläufig alle männlichen Blueser den Wehrdienst in der NVA, indem sie den Dienst als Bausoldaten ableisteten und damit weitere Benachteiligungen und Repressionen in Kauf nahmen. Ein Beispiel ist der Bluesmusiker Günter Holwas, der auch Initiator der Blues-Messen war. Ein damals unveröffentlichter Songtext der Band Renft beschreibt die Haltung der Blueser zum Wehrdienst.
Aufnäher Schwerter zu Pflugscharen (das Original hier auf LeMO)

Link zum Bild

Ein Teil der Szene war in der Friedensbewegung, der Frauen-, Menschenrechts- und der Umweltbewegung engagiert, z. T. mit rätedemokratischen oder anarchistischen Tendenzen. Symbolhaftes Erkennungszeichen für die Zugehörigkeit zur Friedensbewegung war Anfang der 80er Jahre das öffentliche Tragens des Aufnähers Schwerter zu Pflugscharen. Politische Aktivitäten fanden häufig unter dem Dach und dem Schutz der Kirche statt, wobei die beteiligten Personen allerdings nicht zwangsläufig Christen waren.
Eine solche Gruppe ist die seit 1982 aktive Dresdner Gruppe Anarchistischer Arbeitskreis Wolfspelz, die bald in der gesamten DDR aktiv war, Flugblätter mit Auflagen von z. T. über 20.000 Exemplaren druckte und zu Aktionen mobilisierte. Ein Beispiel dafür ist der Aufruf der Gruppe Wolfspelz zu einer folgenreichen landesweiten Friedens-Protestaktion an der Frauenkirche in Dresden.
Seit 1986 existiert die Gruppe Kirche von Unten (KVU), die – tendenziell atheistisch, anarchistisch orientiert und in Überschneidung mit der Punkszene – die herrschenden Verhältnisse in Staat und Kirche kritisierte und Konzerte veranstaltete. Die Umwelt-Bibliothek Ost-Berlin war explizit anarchistisch verfasst.
Seit Mitte der 1980er Jahre wurden u. a. dort libertäre Untergrund-Zeitschriften gedruckt wie z. B. der Kopfsprung, mOAning-STAR, der Grenzfall, telegraph, die Umweltblätter. Es wurden unterdrückte Informationen über den DDR-Alltag publiziert (wie z. B. das Überschreiten der Smoggrenzwerte in Berlin um das Neunfache) und damit eine Gegenöffentlichkeit geschaffen. Artikel aus den Umweltblättern wurden in Zeitschriften der BRD nachgedruckt wie z. B. in der Graswurzelrevolution, in der direkten aktion, in der Interim und in der Taz. So wurden Informationsflüsse verstärkt, die kritische Positionen zu herrschenden Auffassungen transportierten, und wodurch die DDR-Opposition anwuchs bis hin zur gewaltfreien Revolution. In diese Opposition waren auch eine ganze Reihe Personen aus der Blueserszene involviert.

## Personen
- Roland Barwinsky, Blueskunde seit 1980, Bibliothekar, Journalist[38]
- Tatjana Besson, Bassistin und Sängerin der Bands Die Firma und Freygang
- Steffi Breiting, Musikerin[39]
- Citrone (Uta Müller), Szenegängerin[31]
- Peggy D., Szenegängerin[40]
- Matthias Domaschk, 1981 in einer Stasizelle nach einem Verhör zu Tode gekommener junger friedensbewegter Tramper[41]
- Renate Ellmenreich, Pfarrerin und friedensbewegte Aktivistin der Jungen Gemeinde Jena-Stadtmitte in den 1970er und 1980er Jahren[41]
- Constanze Freund (auch Constanze Friend), Weimarer Musikerin, Sängerin der Blues-R&B-Soul-Funkband Mr. Adapoe (1986–1992) zusammen mit Hans Raths, Thomas Adapoe, Andreas Martin, Matthias Bätzel, Alexander Urschanow, Peter Klinke, und bei Friend’n’Fellow[42]
- Nelli Gudat, Clubbetreiberin, DJ[38]
- Peter Gläser, Sänger und Gitarrist bei Renft, Karussell, Cäsars Rockband[38]
- André Greiner-Pol, Musiker und Sänger bei Freygang sowie Autor
- Harald Hauswald, Fotograf[31][43]
- Elke Hemme, Sängerin bei der Band Modern Blues, 1970er Jahre[39]
- Günter Holwas, Blues-Musiker, Initiator der Blues-Messen, Wehrdienstverweigerer
- Jayne-Ann Igel, Schriftstellerin
- Rex Joswig, Künstler, Musiker, Produzent und DJ, Sänger der Band Herbst in Peking, freier Journalist, Radiomacher[38]
- Johanna Kalex, Anarchistin, Kneipenbetreiberin, Mitglied der Gruppe Wolfspelz[44]
- Lutz Kowalewski, Blues-Gitarrist der ostdeutschen Bluesszene
- Hannelore Kurth mit der Band Rhythm & Blues Collegium aus Eberswalde, Schriftstellerin, Biologin, Naturschützerin[45][46][47]
- Gosse (Andreas Ibscher), Kommunenmitglied in Gera, Tramper seit den frühen 1970er Jahren, Sozialarbeiter[38]
- Doris Liebermann, Featureautorin, friedensbewegte Aktivistin der Jungen Gemeinde Jena-Stadtmitte in den 1970er und 1980er Jahren[41]
- Bärbel Müller, bei der Band Blues vital, 1970er Jahre, zusammen mit Wolfgang Klawonn, Thomas Abendroth, Wilfried Woigk, Ulrich Faßhauer, Michael Schwandt[39]
- Antje Pfeffer, Szenegängerin seit den 1980er Jahren, Bibliothekarin, Archivarin, Autorin[38]
- Michael Rauhut, Musikwissenschaftler, Autor
- Angelika Weiz, Blues- und Soulmusikerin, seit 1975 Mitglied in der Bluesband ergo, Jazzsängerin im Günther-Fischer-Sextett
- Viola Woigk, Keyboarderin der Thüringer Band Pasch